# Hypsugo lophurus
Hypsugo lophurus és una espècie de ratpenat que viu a Myanmar i Tailàndia.